# Juan Delgado (Fußballspieler, 1891)
Juan Delgado (* 26. Februar 1891; † unbekannt) war ein uruguayischer Fußballspieler.

## Verein
Der als Mittelfeldspieler auf der Position des zentralen Half eingesetzte dunkelhäutige Delgado spielte 1914 für den argentinischen Club Boca Juniors. Dort sind sieben Einsätze in der Primera División Argentiniens verzeichnet. Mindestens im Jahr 1916 war er für den in Montevideo ansässigen Klub Central aktiv. In jenem Jahr schloss sein Verein die Saison als Tabellen-Vierter in der Primera División ab. 1916 bis 1921 gehörte Delgado dem Kader Peñarol Montevideos an. 1918 und 1921 feierte seine Mannschaft jeweils den Gewinn der uruguayischen Meisterschaft.
1917 und 1921 behielten die Aurinegros zudem bei der Copa Albion die Oberhand, während für das Jahr 1916 der Triumph bei der Copa Competencia und der Copa Competencia Internacional, der Copa La Transatlántica, der Copa Aniversario, der Copa Jockey Club und der Copa Club Uruguay verzeichnet sind. 1918 holte man jeweils die Trophäe bei der Copa de Honor, der Copa de Honor Internacional, der Copa Montevideo und der Copa Tortoni. 1921 sicherte sein Verein überdies den Sieg bei der Copa Baltasar Brum.

## Nationalmannschaft
Delgado war auch Mitglied der uruguayischen A-Nationalmannschaft. Insgesamt absolvierte er von seinem Debüt am 31. August 1913 bis zu seinem letzten Spiel für die Celeste am 8. August 1920 15 Länderspiele. Einen Treffer erzielte er nicht.
Delgado nahm mit der Nationalelf an den Südamerikameisterschaften 1916 (drei Spiele) und 1919 (ein Spiel, kein Tor) teil. 1916 gewann Uruguay den Titel. 1919 scheiterte sein Heimatland knapp und wurde Zweiter. 
Überdies wirkte er mit der heimischen Nationalelf auch bei der Copa Presidente Roque Saenz Peña 1913, der Copa Lipton in den Jahren 1916, 1917 und 1918, der Copa Newton 1920, der Copa Gran Premio de Honor Uruguayo 1916, 1919 und 1920 sowie der Copa Gran Premio de Honor Argentino in den Jahren 1918 und 1920 mit.

## Erfolge
- Südamerikameister (1916)
- Uruguayischer Meister (1918, 1921)